# Мстители (Marvel Comics)
«Мсти́тели» (англ. Avengers) — элитная команда супергероев из комиксов компании Marvel Comics. Она была создана писателем Стэном Ли и художником Джеком Кирби и впервые появилась в комиксе The Avengers #1 в сентябре 1963 года.
Мстители, прозванные впоследствии «Самыми могучими героями Земли», первоначально состояли из Человека-муравья, Осы, Тора, Железного человека и Халка. Однако с самого начала в составе команды стали происходить изменения: Халк вскоре покинул Мстителей, и к ним присоединился Капитан Америка. Изменяющийся состав стал визитной карточкой команды, хотя некоторое постоянство всё-таки сохранялось: Мстители сражались с такими врагами, одолеть которых в одиночку не мог ни один супергерой — так появилась фирменная фраза: «Мстители, общий сбор!» (англ. Avengers Assemble!). За всё время существования команды в ней побывали люди, мутанты, роботы, боги, пришельцы, сверхъестественные существа и даже бывшие злодеи.

## История публикаций

Обложка первого выпуска The Avengers
(сентябрь 1963), художник — Джек Кирби

В 1963 году Мстители дебютировали в собственной серии комиксов, датированной сентябрём того года. Команда была создана Стэном Ли, Джеком Кирби и Диком Эйерсом. Серия продлилась 404 выпуска: с сентября 1963 по сентябрь 1996.
В 1984 году Marvel опубликовала мини-серию из четырёх выпусков под названием «West Coast Avengers» (рус. Мстители Западного Побережья) как ответвление Мстителей.
В 1985, после успеха «West Coast Avengers», Marvel запустила постоянную серию; она продлилась в общей сложности 102 выпуска под двумя заголовками, с октября 1985 по январь 1994. Заголовок был изменён на «Avengers West Coast» с выпуска № 48.
В 1987 году Marvel запустила вторую постоянную побочную серию под названием «Solo Avengers» (рус. Соло Мстители). Она продлилась 40 выпусков, также под двумя заголовками, с декабря 1987 по январь 1991. Заголовок был изменён на «Avengers Spotlight» (рус. Прожектор Мстители) с № 21.
Между 1996 и 2004 годами Marvel перезапускала основную серию Мстителей трижды:
- В 1996 году, как часть линии «Возрождение героев», Marvel заключила вне компании контракт на издание четырёх серий, включая «Avengers». Часть соглашения включала обновление и перезапуск истории Мстителей.
Серия продлилась 13 выпусков, с ноября 1996 по ноябрь 1997, и была написана Робом Лифельдом и нарисована Джимом Валентино[англ.]. Последний выпуск представлял собой кроссовер с другими изданиями «Возрождения героев» и вернул персонажей в основную Вселенную Marvel.[10]
- В 1997 году, когда персонажи вернулись в свою основную вселенную, была запущена новая серия. Она продлилась 84 выпуска с февраля 1998 по август 2004.[11]
- В 1998 году была опубликована мини-серия из 12 выпусков «Avengers Forever[англ.]» (рус. Мстители Навсегда). Она была написана Куртом Бусиеком[англ.] и Роджером Стерном и проиллюстрирована Карлосом Пачеко.

В 2004 году, для совпадения с тем, что было бы 500-м выпуском, Marvel изменила нумерацию выпусков. Эта серия продлилась четыре выпуска, с сентября по декабрь 2004.
В 2005 году Marvel начала издавать новую серию о Мстителях под названием «New Avengers».
В 2007 году были запущены две новых серии: «Mighty Avengers» (англ. Могучие Мстители) и «Avengers: The Initiative» (англ. Мстители: Инициатива).
Первая, запущенная в марте под авторством Брайана Майкла Бендиса, повествует о команде Мстителей, состоящей из героев, которые сражались в Гражданской войне на прорегистрационной стороне.
Вторая, запущенная в апреле под авторством Дэна Слотта, имеет дело с чередующимся составом проходящих федеральную программу обучения Мстителей молодых и начинающих героев. Такие как: Капитан Америка, Соколиный глаз и другие герои MARVEL.

## Биография Мстителей

### 1960-е
В первом выпуске появился Асгардский бог лжи Локи, стремившийся отомстить своему сводному брату Тору. Используя иллюзию, Локи обманом заставил Халка разрушить полотно железной дороги и затем отклонил радиопризыв Рика Джонса о помощи к Тору, надеясь, что он сразится с Халком. Локи не знал, что на радиопризыв также откликнулись Человек-муравей, Оса и Железный человек. После небольшого недоразумения при встрече герои объединились и победили Локи. Человек-Муравей заметил, что пятеро хорошо работали вместе, и предложил образовать объединённую команду, а Оса назвала группу Мстителями. Изначальные члены известны как «участники-основатели» и из учтивости к Уставу Мстителей ответственны за доброе имя команды. В результате их желания касаемо направления команды получают дополнительный вес и уважение.
Состав изменился почти немедленно; к началу второго выпуска Человек-муравей стал Великаном и, к концу выпуска, Халк ушёл, осознав, насколько остальные боятся его неустойчивой личности. Чувствуя свою ответственность, Мстители попытались найти и удержать Халка (повторяющаяся тема в ранние годы команды), что в последующем привело их к сражению с Нэмором. Результатом стала первая важная веха в истории Мстителей — возрождение и возвращение Капитана Америки. Капитан присоединился к команде, в итоге став полевым командиром. Капитану Америке также был дан статус «участника-основателя», вместо Халка. Мстители продолжили сражаться с врагами, такими как военный противник Капитана Америки Барон Земо, который в свою очередь основал Повелителей Зла; Лавовыми Людьми, Кангом Завоевателем, Чудо-человеком, Иммортусом и Графом Нефарией.
Следующая веха команды началась, когда все члены, кроме Капитана Америки, ушли и были заменены тремя бывшими злодеями — Соколиным глазом, Алой Ведьмой и Ртутью. Хотя и не имевший грубой силы первоначальной команды, «Свихнувшийся квартет Кэпа» (как их иногда в шутку называли) показал свою ценность, вновь сражаясь с Фехтовальщиком, оригинальным Силачом, Доктором Думом и Кангом — и побеждая. Вскоре к ним вновь присоединились Генри Пим (сменивший имя на «Голиаф») и Оса, присоединились Геркулес, Чёрный рыцарь и Чёрная вдова, хотя последние два не получали официального членского статуса до более позднего времени в истории комикса.
Автор Рой Томас начал больше концентрироваться на отношениях внутри команды. К Мстителям присоединился Чёрная Пантера, за ним последовал Вижн. Томас также утвердил, что Мстители базируются в здании Нью-Йорка под названием Особняк Мстителей, предоставленном Тони Старком (альтер эго Железного Человека), который также финансирует их через некоммерческую организацию, фонд Марии Старк. Особняк обслуживается Эдвином Джарвисом, верным дворецким Мстителей, а также снабжён передовыми технологиями и оборонными системами, включая основное транспортное средство Мстителей: Квинджеты («пять двигателей/пять струй»).

### 1970-е
Томас продолжил свою работу в начале 1970-х со взлётами, включавшими версию Лиги Справедливости под названием Верховный Эскадрон и Войну Крии и Скруллов, сюжет из десяти частей об эпической битве между расами Крии и Скруллов с приглашённой звездой героем Крии, Капитаном Марвелом. В этом сюжете также присутствовало первое расформирование Мстителей, когда Скруллы, прикидываясь Капитаном Америкой, Тором и Железным человеком, использовали их полномочия основателей команды, чтобы распустить её. Истинные Мстители-основатели, кроме Осы, воссоздали команду в 100-м выпуске, в ответ на жалобы от Джарвиса.
Вижн влюбился в Алую Ведьму, которая, в конечном счёте, ответила ему взаимностью. Их отношения, однако, были окрашены печалью, ибо андроид считал себя нечеловеком и недостойным её. Автор Стив Энглехарт затем ввёл Мантис, которая присоединилась к команде вместе с исправившимся Фехтовальщиком. Энглехарт связал её происхождение с самими истоками конфликта Крии и Скруллов в стягивающем время приключении с участием Канга Завоевателя и таинственного Иммортуса, которые оказались прошлой и будущей версиями друг друга. Мантис оказалась Небесной Мадонной, которой суждено родить существо, которое спасёт вселенную. Эта сага также раскрыла, что тело Вижна было только приспособлено, а не создано, Альтроном, и что оно изначально принадлежало оригинальному Человеку-факелу 1940-х. Раз его происхождение теперь стало ему ясным, Вижн сделал предложение Алой Ведьме. Сага о Небесной Мадонне закончилась их свадьбой, проконтролированной Иммортусом, будущей версией Канга.
Время работы Энглехарта совпало с дебютом Джорджа Переса как художника. После ухода Энглехарта, Джим Шутер начал как автор и придумал несколько историй, включая «Невесту Альтрона», «Трилогию Нефарии» и «Сагу о Корваке», показавшие почти каждого Мстителя в каноне. В это время команда дополнилась новыми членами среди которых были Зверь, воскрешённый Чудо-человек, бывший напарник Капитана Америки Сокол и Мисс Марвел.
Шутер также ввёл персонажа Генри Питера Гайрича, связного Мстителей с Советом национальной безопасности США. Гайрич имел предубеждения против сверхлюдей и действовал в препятствующей манере тяжёлой руки, настояв, чтобы Мстители следовали правительственным правилам и регулировкам, иначе потеряют приоритетный статус с правительством. Среди требований Гайрича было урезание действующего состава до лишь семи членов и чтобы афроамериканец Сокол был допущен в команду для соблюдения законов утвердительной акции. Этот последний акт обидел Соколиного Глаза, который из-за семичленского предела потерял своё членство в пользу Сокола. Сокол, в свою очередь, не был рад стать выгодой для того, что он воспринял как показушность, и решил оставить команду, после чего Соколиный глаз вернулся.

### 1980-е
Величайшим вкладом Шутера за этот период был сюжет, отметивший срыв Генри Пима. Шутер рассматривал частые смены Пимом костюма и имени как симптом проблемы с личностью и комплекса неполноценности. После насилия над женой, не сумев вернуть доверие Мстителей уловкой и обманутый злодеем Умником, Пим был посажен в тюрьму. Основным писателем в 80-х был Роджер Стерн, разрешивший сюжет с Пимом так, что Пим обманул Умника и в одиночку победил последнюю инкарнацию Повелителей Зла, тем самым доказав свою невиновность. Пим воссоединился с Осой, но они решили оставаться порознь. Он также отошёл от супергеройства, но вернулся несколько лет спустя.
Стерн разработал несколько важных сюжетов, таких как «Идеальное Видение», образование Мстителей Западного побережья, «Мстители в осаде» (с участием второго Барона Земо) и «Война на Олимпе». Среди новых членов в 1980-х были афроамериканка Капитан Марвел по имени Моника Рамбео (ставшая новым лидером команды), Женщина-Халк, Тигра, Нэмор и жена Соколиного глаза, Пересмешница, в то время как Генри Пим вернулся из отставки, чтобы присоединиться к Мстителям Западного побережья. Команда также на время переместилась на плавающий возле побережья Нью-Йорка остров под названием Гидробаза.
Джон Бирн, в конечном счёте, стал писать оба комикса. Его вклад включал обновление Вижна и открытие, что дети Алой Ведьмы и Вижна на самом деле были иллюзиями. Потеря детей и Вижна довела Алую Ведьму до безумия, хотя она, в конце концов, оправилась и воссоединилась с командой. Уничтожение Острова Мстителей во время «Актов Возмездия» привело к построению новой базы на месте Особняка.

### 1990-е
90-е были бурным временем для Marvel Comics, так как компания приняла агрессивную политику расширения бизнеса, связанную с ростом публикаций. Это совпало с бумом спекулянтов, за которым последовал всеотраслевой обвал и регистрация Marvel о банкротстве в 1997. Боб Харрас и Стив Эптинг приняли комикс и ввели устойчивый состав с продолжительными сюжетами и развитием персонажей, сосредоточенным на Чёрном рыцаре, Серси, Кристалл, Ртути, Геркулесе и Вижне. В этот период команда сталкивалась со всё более смертоносными врагами и была вынуждена усомниться в своём правиле против убийств.
Кульминация этого наступила в «Операция: Галактический Шторм», сюжете из 19 частей, прошедшем через все связанные с Мстителями комиксы и показавшем конфликт между Крии и Империей Ши’ар. Команда раскололась, когда Железный Человек и несколько диссидентов казнили Верховного Интеллекта против воли Капитана Америки.
После голосования, распустившего Мстителей западного побережья, Железный Человек сформировал превентивную и агрессивную команду под названием «Силовые Роботы». На первом задании команды Чудо-Человек снова, предположительно, был убит (на самом деле, его атомы только временно были рассеяны). Позже Силовые Роботы расформировались, когда выяснилось, что Железный Человек стал убийцей посредством манипуляций злодея Канга.

#### «Возрождение героев»
Вместе с Фантастической четвёркой и другими, многие Мстители, вероятно, погибли, остановив могучую психическую сущность Натиска, хотя позже выяснилось, что Франклин Ричардс сохранил этих героев в карманной вселенной («Возрождение героев»). Веря, что основная команда погибла, Чёрная Вдова расформировала Мстителей, и в Особняке остался только дворецкий Джарвис.
Marvel заключила контракт на The Avengers и три родственных комикса — «Captain America» (Капитан Америка), «Fantastic Four» (Фантастическая Четвёрка) и «Iron Man» (Железный Человек) — с бывшими художниками Marvel Джимом Ли и Робом Лифельдом, двумя из основателей Image Comics. Предыдущая континьюти Вселенной Marvel была оставлена в стороне, так как герои были «возрождены» в карманной вселенной. Хотя Avengers был перезапущен как новая серия, линия «Возрождения героев» закончилась спустя год, как и планировалось, и лицензия вернулась к Marvel. [см. историю публикаций]

#### «Возвращение героев»
Автор Курт Бусиек и художник Джордж перезапустили новый том серии с Avengers #1 (том 3, фев. 1998). Бусиек также одновременно написал минисерию «Avengers Forever» (Мстители навсегда), сюжет о путешествии во времени, который исследовал историю Мстителей и разрешил многие знаменитые вопросы и неясности. Среди новых членов в этот период были Мисс Марвел, возрождённый Чудо-Человек, Справедливость, Огненная Звезда, Серебряный Коготь и Триатлон.

### Роспуск Мстителей
Перес, в конце концов, оставил комикс, после почти трёх лет, а Бусиек остался на более долгий срок и завершил свою работу историей, включавшей деспотичного путешественника во времени, мастера Канга и уничтожение нескольких городов. Сменивший его автор Джеф Джонс имел дело с последствиями, так как ООН наделила Мстителей международными полномочиями. Среди членов, присоединившихся за этот период, были Червовый Валет и второй Человек-муравей. Следующим автором был Чак Остин, пополнивший команду новым Капитаном Британией. Автор Брайен Майкл Бендис затем перезагрузил комикс с сюжетом Распад Мстителей. Озаглавленная «Хаос», история показала смерть нескольких персонажей и потерю доверия к команде. Преступницей оказалась Алая Ведьма, которая сошла с ума после мучений из-за памяти о её потерянных детях и впоследствии потеряла контроль над своими силами изменения реальности. Ввиду смятения команды и разрушения Особняка Мстителей выжившие участники согласились расформироваться.

### Новые Мстители

Новые Мстители #1 (февраль 2005).
Художник Джо Кесада

Ввиду роспуска оригинальной организации Мстителей, при столкновении с попыткой побега из Плота, тюрьмы для суперзлодеев, образовалась новая команда, использующая имя «Новые Мстители». Хотя двое участников новой команды (Капитан Америка и Железный человек) были членами прошлых Мстителей, Новые Мстители не копировали оригинальный состав той команды. В первоначальную версию этой команды вошли Капитан Америка, Железный человек, Люк Кейдж, Человек-паук, Росомаха, Ронин, Женщина-паук и Часовой.

### Могучие Мстители
После Гражданской войны в рамках программы «Инициатива» была образована команда Мстителей, расположившаяся в Нью-Йорке. Их состав включает в себя Чёрную вдову, Чудо-человека, Железного человека, Осу, Ареса, Часового и главу — Мисс Марвел.

### Тёмные Мстители
После событий Тайного Вторжения, Норман Озборн (более известный как Зелёный гоблин) получает место Ника Фьюри. Он создаёт свою версию Мстителей, состав которой в основном состоит из бывших Громовержцев.

## Состав команд
В настоящее время существуют три команды Мстителей и Академия Мстителей, которая появилась вместо Инициативы.

### Секретные Мстители
Секретные Мстители (англ. Secret Avengers) — команда, созданная для выполнения секретных операций.
- Капитан Америка (Стив Роджерс)
- Лунный рыцарь (Марк Спектор)
- Чёрная Вдова (Наташа Романова)
- Валькирия
- Человек-муравей (Эрик О’Грейди)
- Нова (Ричард Райдер)
- Воитель (Джим Роудс)
- Зверь (Хэнк Маккой)
- Агент Веном (Флэш Томпсон)
- Агент Колсон

### Мстители
Мстители (англ. Avengers) — основная команда.
- Тор
- Соколиный глаз (Клинт Бартон)
- Капитан Америка (Стив Роджерс)
- Железный человек (Тони Старк)
- Халк (Брюс Бэннер)
- Чёрная Вдова (Наталья Романов)
- Сокол (Сэм Уилсон)
- Человек-Муравей (Скотт Лэнг)

### Новые Мстители
Новые Мстители (англ. New Avengers) — Команда собранная Люком Кейджем.
- Железный Человек (Тони Старк)
- Люк Кейдж
- Человек-паук (Питер Паркер)
- Железный Кулак (Дэнни Рэнд-Кай)
- Существо (Бен Грим)
- Капитан Марвел (Кэрол Дэнверс)
- Пересмешница (Бобби Морс)
- Ронин (Клинт Бартон)

## Другие версии

### Мстители 1950-х
Недолговечная команда супергероев 1950-х, называвшая себя «Мстители». Эта команда, состоявшая из Чудо-парня, Венеры, Трёхмерного Человека, Человека-гориллы, Человека-робота, Джимми Ву, Нэморы и Джанн из джунглей, существовала в альтернативной линии времени, который был стёрт манипулировавшим временем Иммортусом. Версия группы без Трёхмерного Человека существовала в основной вселенной и, в конце концов, собралась вновь в наши дни.

### Мстители будущего
В альтернативном будущем, известном как MC2, Мстители расформировались и Особняк Мстителей теперь музей. Чрезвычайная ситуация заставила Эдвина Джарвиса подать сигнал тревоги, и новое поколение героев образовали новую команду Мстителей. Большинство новых Мстителей — дети признанных супергероев Marvel.

### Marvel Adventures: Мстители
В 2006 Marvel Adventures (линия Marvel Comics «для всех возрастов» начала новую серию о Мстителях, введя состав из Капитана Америки, Железного Человека, Человека-Паука (занявшего место Человека-муравья), Росомахи, Грозы, Халка и Великанши (Дженет Ван Дайн, Оса в основной вселенной). В недавних выпусках Гроза была упомянута как соруководитель команды. Серия происходит в своей собственной непрерывности, как и большинство других комиксов линии Marvel Adventures.

### День М: Мстители
В альтернативной реальности, созданной Алой Ведьмой, Люк Кейдж сформировал команду наделённых сверхсилами людей, чтобы сражаться за права человека.

### Алтимейтc (Ultimates)
В Ultimate вселенной Ник Фьюри собирает из супергероев команду Алтимейтс.

### Ultimate Comics: Avengers
После глобального события Ультиматум в Ultimate-вселенной произошла массовая смена статуса-кво супер героев. Щ. И.Т. угрозу Магнито проморгал, поэтому в организации произошли кадровые перестановки. В результате Ник Фьюри оказывается без работы, а Капитан Америка впадает в депрессию, после того как во время очередного задания сталкивается с равным по силе террористом Красным черепом. Это внебрачный сын Стива Роджерса. Тони Старк решает, раз Ультиматум удалось остановить только совместными усилиями, то следует создать команду для того, чтобы подобное не повторилось. В состав новой команды Ultimate Avengers входят Ник Фьюри, Капитан Америка, Тони Старк / Железный Человек I, Грегори Старк (старший брат Тони)/ Железный Человек II, Оса II, Соколиный глаз, Человек-Паук, Существо, Женщина-невидимка, Чёрная Вдова II. После атаки Рида Ричардса к команде прсоединяется Джессика Дрю.

### X-Вселенная
Очеловеченная версия Мстителей собралась во время Века Апокалипсиса.

### Мстители завтрашнего дня
Альтернативное будущее, в котором Мстители пали от рук Альтрона — творения Тони Старка (не Хенка Пима), но их дети решили занять их место. Чувствуя вину, Тони решил обучить их всему, что он знал, и защитить их, но они сбежали из укрытия и уничтожили Альтрона, виновного в смерти их родителей, и пережили множество приключений. В команду вошли: Джеймс Роджерс (Новый Капитан Америка), Азари (Чёрная Пантера III), Торан — дочь Тора, Генри Пим-младший стал в одно и то же время и Гигантом, и Человеком-Осой, Френсис Бартон — Соколиный Глаз II, а также им помогали Халк и Железный Человек.

### Earth-30847
После слияния вселенных Marvel и Capcom Мстителям, Людям X и Стражам Галактики пришлось заручиться помощью героев из иной вселенной, чтобы остановить Альтрона-Сигма. После победы большинство героев Capcom — Рю, Чунь Ли, Морриган Энсленд, Данте, Крис Рэдфилд, Натан Спенсер, Фрэнк Уэст, Майк Хаггар, сэр Артур, Хайрю, Икс и Зеро — вошли в состав Мстителей.

## Вне комиксов

### Романы
- «The Avengers Battle the Earth-Wrecker» (Мстители сражаются с Разрушителем Земли) Отто Биндера была опубликована как роман в мягком переплёте издательством Bantam Books[англ.] в июне 1967. Иллюстрация на обложке изображает Капитана Америку, Голиафа, Соколиного глаза, Ртуть и Алую ведьму. Железный Человек и Оса — активные члены, а брат с сестрой и Тор упомянуты как бывшие Мстители.
- Команда также была представлена в линии основанных на комиксах Marvel романов в мягком переплёте «Pocket Books[англ.]» конца 1970-х.

### Анимация

#### Мультсериалы
- Мстители появлялись в «Супергероях Marvel».
- Команда также появлялась в мультсериале 1980-х «Человек-паук» («Мышьяк и тётя Мэй»), мультсериале 1994-го «Фантастическая четвёрка» («Бой с Живой Планетой» и «Роковой день») и мультсериале «Люди Икс».
- «Мстители. Всегда вместе» — мультсериал, состоявший из 13 эпизодов. Изначально шёл с 30 октября 1999 по 26 февраля 2000, был произведён Ави Арадом и показан телекомпанией «20-й Век Fox». В сериале представлена команда, состоявшая из Человека-муравья (лидер), Осы, Чудо-Человека, Тигры, Соколиного глаза и Алой ведьмы. Сокол и Вижн были дополнены к составу в первых эпизодах. Капитан Америка и Железный человек появились только по разу каждый, а Тор вне заставки не появлялся в сериале вообще.
- В 2010 году стартовал мультсериал «Мстители. Величайшие герои Земли». В нём команда появилась в своём оригинальном составе: Железный человек, Тор, Халк, Человек-муравей и Оса. Позже к ним присоединились Капитан Америка, Чёрная пантера и Соколиный глаз, а во втором сезоне — Мисс Марвел и Вижн. Так же в команде состоял Красный Халк, но был исключён. В одной серии действовала команда Новых мстителей, состоящая из Человека-паука, позже получившего статус запасного члена, Росомахи, Воителя, Существа, Люка Кейджа и Железного кулака. В финальной серии к Мстителям присоединились Чёрная вдова, Зимний солдат, Человек-муравей (Скотт Лэнг), Сокол, Док Самсон, Дейзи Джонсон и Фантастическая четвёрка.
- В 2013 году вышел мульстериал «Мстители, общий сбор!». В первых трёх сезонах действовала команда, состоящая из Железного человека, Капитана Америки, Тора, Халка, Соколиного глаза, Чёрной вдовы и Сокола. Во втором сезоне команда временно разделяется: Капитан Америка, Халк, Чёрная вдова и Сокол становятся Секретными Мстителями, а к Железному человеку, Тору и Соколиному глазу присоединяется Человек-муравей. Вскоре команды объединяются, а после финала сезона Человек-муравей покидает Мстителей. В третьем сезоне команда вынуждена была принять Красного Халка, но тот был вскоре исключён. Человек-муравей и Красный Халк позже вошли в команду Могучих Мстителей, куда также вошли Чёрная пантера, Вижн, Капитана Марвел, Мисс Марвел и Певчая птица. В четвёртом сезоне на замену старой команде приходит новая, состоящая из Чёрной пантеры, Вижна, Капитана Марвел, Мисс Марвел, Человека-муравья и Осы. Позже прежние участники возвращаются, и Мстители действуют в расширенном составе. Вскоре во время Секретных войн членами Мстителей становятся Локи, Доктор Стрэндж и Джейн Фостер, однако Локи в итоге предаёт команду.

#### Полнометражные мультфильмы
- Marvel выпустила на DVD два мультипликационных художественных фильма о Мстителях: «Новые Мстители» (Ultimate Avengers) и «Несокрушимые Мстители» (Ultimate Avengers 2: Rise of the Black Panther) Оба свободно основанные на «Идеалах» (Ultimates). Первый был выпущен в феврале 2006, его сиквел последовал в августе 2006. В первом фильмы была представлена команда состоящая из Капитана Америки, Железного человека, Чёрной вдовы, Великана, Осы и Халка. Во втором фильме Халк бездействует, а к команде присоединяется Чёрная пантера.

#### Аниме
- С апреля 2014 года студия Toei Animation выпускает многосерийный аниме-сериал «Дисковые войны: Мстители[англ.]», где команда Мстителей состоит из Железного человека, Тора, Капитана Америки, Халка и Осы. По его сюжету Тони Старк и Нодзому Акацуки разрабатывают ИКЦС (англ. DISK — Digital Identity Securement Kit), или Индивидуальный Компактный Цифровой Сдерживатель. Эти устройства позволяют поместить в себя супергероев, суперзлодеев и мутантов, храня в цифровом виде. Захваченные могут, оставаясь внутри ИКЦС, появляться в нашем мире в виде своей миниатюрной голограммы. Высвободить заключённых могут лишь люди, обладающие привнесённым биоимпульсом. Однако ИКЦС попадают в руки Локи, и в них оказываются заключены положительные герои. Ограниченная по времени версия биоимпульса попадает в организмы пяти подростков, каждый из которых получает способность освобождать по одному герою на несколько минут.

### Видеоигры
- В 1991-м Мстители были представлены в аркадной и консольной игре «Captain America and the Avengers».
- В 1995-м Data East издала видеоигру под названием «Avengers in Galactic Storm[англ.]», основанную на событиях «Операция: Галактический Шторм[англ.]», на аркадах в Японии и США. Сейчас её эмулирует MAME.
- Мстители представлены в видеоиграх «Marvel: Ultimate Alliance» и «Marvel: Ultimate Alliance 2».
- Мстители появляются в игре «Avengers: Battle for Earth».
- Мстители появляются в серии LEGO Marvel: «LEGO Marvel Super Heroes» и «LEGO Marvel’s Avengers». Также, в первой игре можно заметить Башню Старка, которая уже во второй игре станет Башней Мстителей.
- Мстители появляются в игре «Marvel Heroes».
- Мстители появлялись в мобильных играх, таких как: «Marvel: Contest of Champions», «Marvel: Future Fight», «Avengers: Academy Asemble».
- Мстители появляются в сетевой игре для Facebook «Marvel Avengers Alliance».
- Eidos Montreal и Crystal Dynamics разрабатывают игру про Мстителей, под названием «Marvel`s Avengers: A-Day». Дата выхода 15 мая 2020 года. Первый трейлер вышел 11 июня 2019 года на конференции Е3. Игра должна стать частью новой игровой медиафраншизы, под названием «Игровая вселенная Marvel», первым проектом которой стала игра «Spider-Man» от Insomniac Games на PlayStation 4.
- В 8 сезоне «Fortnite» появляются скины Чёрной вдовы и Звёздного Лорда, а также перчатки Железного человека, щит Капитана Америки, громсекира Тора и лук Соколиного глаза.

4 сезон 2 главы полностью посвящён Marvel, из мстителей там были Железный человек, Тор, Росомаха, Женщина-Халк, и Капитан Америка.
В 5 сезоне 2 главы появляется набор «Marvel Короли и Войны» включающих Капитан Марвел и Короля Т’чалу.
В 1 сезоне 3 главы появляется Человек-паук.

### Фильмы

#### Кинематографическая вселенная Marvel
В августе 2006 года, Marvel Entertainment отметила «Мстителей» как собственность в разработке для фильма, с Заком Пенном как сценаристом. В отчёте акционерам 5 мая 2008 года, Marvel Entertainment объявила даты выхода двух запланированных фильмов о Мстителях.. «Первый Мститель» вышел в 2011 году, за ним следует «Мстители», намеченный 4 мая 2012 года.
Первая отсылка к приближающемуся фильму о Мстителях была в послетитровой сцене «Железного человека» (2008), где Ник Фьюри (сыгранный Сэмюэлем Л. Джексоном) разговаривает с Тони Старком (Роберт Дауни-мл.) об Инициативе «Мстители». В завершении «Невероятного Халка» Тони Старк вкратце говорит с генералом «Громовержцем» Россом (Уильям Хёрт) касательно образования команды. В фильмах Железный Человек и «Железный человек 2» промелькнул щит Капитана Америка, а после титров фильма был показан молот Тора.
- В первом фильме команда состояла из Железного человека, Капитана Америка, Тора, Халка, Чёрной вдовы и Соколиного глаза. Команда противостояла Локи и вторгнувшейся с его помощью на Землю расе Читаури.

- В фильме «Мстители: Эра Альтрона», вышедшем в 2015 году, где Мстители притивостояли Альтрону, роботу, созданному Тони Старком и Брюсом Бэннером, к ним присоединились Алая Ведьма, Ртуть и Вижен. В финале фильма у Соколиного глаза родился третий ребёнок и чтобы позаботиться о семье он временно покинул команду, Старк решил взять таймаут и тоже позаботиться о своей с Пеппер семье, Тор покинул команду чтобы разобраться с его видением, Халк тоже решил покинуть команду, просто скрывшись. Так же в команду вступают Воитель и Сокол.

- Мстители (кроме Халка и Тора) появились в фильме о Капитане Америка «Первый мститель: Противостояние». По сюжету фильма внутри команды возникли разногласия, вызванные Соковианским соглашением и терактом в ООН, виновником которого объявили Баки Барнса, известного как Зимний солдат. Капитан Америка, не поддержавший соглашение и пытающийся спасти Баки, собирает отряд, куда входят сам Зимний солдат, Сокол, Алая ведьма, вернувшийся к геройской деятельности Соколиный глаз и завербованный с помощью Сокола Человек-муравей. В команду поддержавшего соглашение Железного человека входят Воитель, Чёрная вдова, Вижен, Чёрная пантера, желающий отомстить Зимнему солдату за смерть отца, и завербованный Старком Человек-паук. В результате оказалось, что за всем стоял Гельмут Земо, стремившийся уничтожить Мстителей, поссорив их между собой. Во время битвы между командами Чёрная вдова переходит на сторону Капитана Америки, дав возможность ему и Зимнему солдату уйти, преследуя Земо. Воитель был парализован из-за случайного попадания в него луча Вижена. Сокол, Соколиный глаз, Алая ведьма и Человек-муравей попали в тюрьму, но были потом освобождены Капитаном Америка. Чёрная пантера, узнав правду, что его отца убил Земо, а не Зимний солдат, дал последнему убежище в Ваканде, где тот попросил себя заморозить, потому что всё ещё может стать живым оружием в руках человека, знающего специальный словесный код. В финале фильма в состав Мстителей входят Железный человек, Вижен и Воитель, получивший от Старка устройство, позволяющее ему ходить.

- Члены Мстителей, а именно Капитан Америка, Брюс Бэннер, Чёрная вдова, Воитель, Сокол, Алая ведьма и Вижен собираются в Ваканде для противостояния Чёрному Ордену, пытающемуся захватить Камень разума. К ним присоединяется Баки Барнс и Чёрная Пантера вместе с Дора Милаже и армией Ваканды. Позже к ним на помощь приходит Тор вместе с Ракетой и Грутом. Параллельно с этим Железный человек вместе с Человеком-пауком, Доктором Стрэнджем и Стражами Галактики сражаются с Таносом, мешая ему получить Камень времени. В конце фильма Танос, получив все Камни бесконечности, одним щелчком пальцев уничтожает половину населения Вселенной, среди исчезнувших оказались Барнс, Чёрная пантера, Сокол, Алая ведьма, Грут, Звёздный лорд, Дракс, Мантис, Доктор Стрэндж, Человек-паук, Мария Хилл и Ник Фьюри, успевший подать сигнал Капитану Марвел. В этом фильме не появились Соколиный глаз и Человек-муравей, так как после того как они были освобождены Капитаном Америкой, пошли на сделку с правительством и результате были посажены под домашний арест.

- Спустя некоторое время после поражения Мстители, желая исправить содеянное Таносом, находят его, но последний заявляет, что он уничтожил Камни Бесконечности и Тор в отчаянии сносит Таносу голову. Спустя пять лет после событий Войны Бесконечности, Капитан Марвел, Небула, Окойе и Ракета присоединяются к Мстителям. Человек-муравей присоединяется к команде с миссией по извлечению Камней Бесконечности из прошлого, чтобы восстановить урон, нанесённый Таносом. Воскрешённые Мстители и союзники появляются в финальной битве против Таноса, включая Доктора Стрэнджа, Вонга, Человека-паука, Алую Ведьму, Сокола, Зимнего солдата, Осу, Звёздного Лорда, Гамору, Дракса Разрушителя, Грута, Мантис, Чёрную пантеру, Шури, М’Баку, Пеппер Поттс, Валькирию, Корг, Миек и Краглин. В конце концов, единственными оставшимися оригинальными Мстителями являются Халк (несмотря на повреждённую руку) и Соколиный Глаз, так как умирают Чёрная Вдова и Железный Человек, Тор присоединяется к Стражам, а Капитан Америка передаёт свой щит Соколу, что делает его преемником.